# Авром Бендавід-Вал
Авром Бендавід-Вал (англ. Avrom Bendavid-Val; нар. 4 червня 1942, Вашингтон, США) — американський письменник, економіст, дослідник єврейської минувшини Волині, автор книги «Порожні небеса: відкриваючи загублене місто Трохимбрід» (англ. «The Heavens Are Empty: Discovering the Lost Town of Trochenbrod») (Нью-Йорк, 2010).

## Біографія
Народився 4 червня 1942 року у місті Вашингтон в сім'ї єврейських емігрантів, які переселилися до США у 1930-х роках зі знищеного німецькими загарбниками містечка Трохимбрід, що на той час знаходилося на території Польщі, а нині у Волинській області України.
Впродовж 45-ти років працював консультантом з економічному розвитку та менеджменту навколишнього середовища переважно в бідних країнах. Спочатку в Північній Африці та на Середньому Сході, згодом в Центральній та Східній Європі. Також працював майже у всіх країнах світу, у яких діє місія USAID.
Авром Бендавід-Вал, будучи кваліфікованим ISO 14001 EMS аудитором та експертом з індустріального менеджменту навколишнього середовища, сприяв запровадженню даного стандарту та внутрішнього аудиту на підприємствах Росії,  Центральної та Східної Європи, Середнього Сходу.
Серед роботодавців та клієнтів Аврома Бендавід-Вала є: Chemonics International (Вашингтон); Інтер-Американський банк розвитку (Вашингтон); USAID; Світовий банк (Вашингтон і Китай); Clark University, (Вустер, Масачусетс); Вірджинський політехнічний інститут та Державний університет (Блексберг, Вірджинія); Адміністрація економічного розвитку США (Вашингтон); UNCHS/Habitat and UNEP (Найробі); Institute of Social Studies, (Гаага); FAO, Рим; Center for Settlement Studies, and Rehovot (Ізраель).
З 2007 року Авром зосередився на дослідженні і написанні книги про місто в Західній Україні, яке було знищено під час Другої світової війни. Містечко Трохимбрід - рідне місто його батька проіснувало впродовж 130 років, і було знищене нацистами разом з його п'ятитисячним населенням. Автор написав успішну книгу «Порожні небеса: відкриваючи загублене місто Трохимбрід» (англ. «The Heavens Are Empty: Discovering the Lost Town of Trochenbrod»).

## Головна праця
Справою свого життя сам автор вважає дослідження повністю знищеного нацистами у 1942 році єврейського містечка Трохимбрід (Софіївка), яке знаходилося неподалік сіл Домашів, Журавичі, Яромель, Клубочин на сучасній території Ківерцівського району Волинської області.
Незабаром його дослідження вилилися у книгу «Порожні небеса: відкриваючи загублене місто Трохимбрід» (англ. «The Heavens Are Empty: Discovering the Lost Town of Trochenbrod»), яка описує історію, життя людей та знищення єврейського міста Трохимбрід.  Містечко існувало з кінця XVIII століття до 1942 року, коли було знищене разом з населенням німецькими окупантами. Книга складається з розділів, присвячених історії Трохимброду та спогадів вихідців із містечка та сусідніх сіл Шоїла Бурака, Михайла Демчука, Тувія Дрорі, Бетті Голд, Бетті Хельман, Іди Лісс, Рішарда Любінські, Панаса Мудрака, Віри Шуляк, Шмуліка Поташа, Шоеля Ройтенберга, Євгенії Швардовської, Ганни Ціпорен. Книга перекладена на польську мову.
Вперше книгу було опубліковано видавництвом Pegasus
Books в 2010 році. У 2011 році вийшла друком версія у м'якій палітурці.
Автор працює над адаптованою версією книги для дітей.

## Документальний фільм «Загублене місто»
Авром Бендавід-Вал надихнув Джеремі Голдшайдера (англ. Jeremy Goldscheider) та Річарда Голдгевіхта (англ. Richard Goldgewicht) на створення документального фільму «Загублене місто» (англ. «Lost Town»), у якому він також виступив співавтором та історичним консультантом. Крім того, розповідь у фільмі йде від першої особи — Аврома Бендавід-Вала. Фільм базується на історичних фактах та спогадах очевидців.

## Праці
- Action-Oriented Approaches to Regional Development Planning. (Coauthor/editor). Praeger Publishers, 1975.
- Starting Your Own Energy Business. Institute for Local Self  Reliance, 1978.
- Local Economic Development Planning: From Goals to Projects. American Planning Association, 1980.
- Environmental Guidelines for Settlements Planning and Management. UNCHS/Habitat and UNEP, Nairobi, 1987.
- Patterns of Change in Developing Rural Regions. (Coauthor/editor). Westview Press, 1987.
- More With Less: Managing Energy and Resource Efficient Cities. Bureau for Science and Technology, USAID, 1987.
- Rural Area Development Planning: A Review and Synthesis of Approaches. FAO, Rome, 1990.
- Rural Area Development Planning: Principles, Approaches, and Tools of Economic Analysis. FAO, Rome, 1991.
- Regional and Local Economic Analysis for Practitioners. Praeger Publishers (Greenwood Publishing Group), New York, original edition, 1971; revised edition, 1974; expanded edition, 1983; fourth edition 1991. (Chinese edition, 1993.)
- Mobilizing Savings and Rural Finance: The A.I.D. Experience (coauthor with Jeanne Downing). Bureau for Science and Technology, USAID, Washington, D.C., 1992.
- Green Profits: The Manager’s Handbook for ISO 14001 and Pollution Prevention (coauthor with Nicholas P. Cheremisinoff). Butterworth-Heinemann, Boston, 2001. (Chinese edition, 2004.)
- Achieving Environmental Excellence: Integrating P2 and EMS to Increase Profits. (coauthor with Nicholas P. Cheremisinoff). Government Institutes, Washington, DC, 2003.
- The Heavens Are Empty: Discovering the Lost Town of Trochenbrod. Pegasus Books, New York, 2010. (paperback, 2011)